# シニャルドヴィ湖
シニャルドヴィ湖（シニャルドヴィこ、ポーランド語: Śniardwy）は、ポーランド、ヴァルミア＝マズールィ県のマズールィ湖水地方にある湖。ドイツ語名ではシュピールディング湖（ Der Spirdingsee）と呼ばれる。総面積は113.8平方キロ（43.9平方マイル）と国内最大、長さは22.1kmで、幅は13.4km。最大水深は23mである。シェロキ島、ツァルチ島、パイェンツァ島、カツォル島など、8つの島が浮かぶ。

## 地理
氷河から流れ出る多量の水の働きと氷床の後退によって形成された。周囲にはポピェルノ、グウォドヴォ、ニェジヴィエジ・ルク、オカルトヴォ、ノヴェ・グティ、ズデングフコ、ウクナイノといった町がある。
ヴァルノウティ湖、セクスティ湖などの多くの入り江があるが、これらは「湖」として区別される。また、トゥフリン湖、ウクナイノ湖、ミコワイキ湖、ロシ湖、ビャウォワフキ湖、ティルクウォ湖などともつながっており、さらにこれらの湖は運河によってつながっている。これらが「マズールィ湖水地方」を形作る。
カンムリカイツブリ、コブハクチョウやカモ類の採餌場であるウクナイノ湖とその周辺は1977年にラムサール条約に登録された。